# Мала Талиця (Костромська область)
Мала Талиця (рос. Малая Талица) — присілок в Шар'їнському районі Костромської області Російської Федерації.
Населення становить 7 осіб. Входить до складу муніципального утворення Шангське сільське поселення.

## Історія
Від 2007 року входить до складу муніципального утворення Шангське сільське поселення.

## Населення
| 2008 | 2010 | 2014 |
| ---- | ---- | ---- |
| 19   | ↘6   | ↗7   |